# Attoyac Bayou
Attoyac Bayou ist ein ländliches Gewässer im Osten von Texas. Seine aktuelle Länge beträgt knapp 97 Kilometer. Die Quelle liegt im Rusk County. Im weiteren Verlauf bildet das Gewässer die Bezirksgrenze zwischen den Countys Rusk und Shelby, Nacogdoches und Shelby sowie Nacogdoches und San Augustine. Nahe der Bezirksgrenze zwischen letzteren mündet es in den – in der Region zum Sam Rayburn Reservoir aufgestauten – Angelina River. Am Rand des Bayous liegen mehrere osttexanische Kleinstädte. Der Einzugsbereich des Bayou gilt als wichtige Sub-Wasserscheide innerhalb der osttexanischen Flusslandschaft.

## Beschreibung

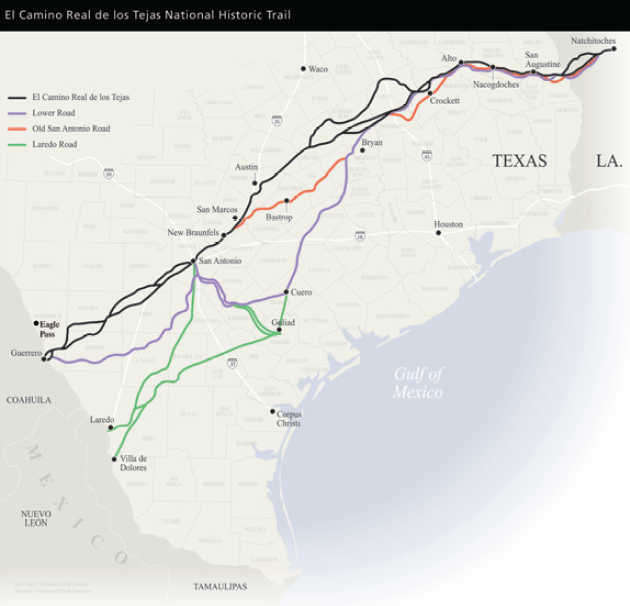
Historische Fernstraße Old San Antonio Road mit den flussnahen Städten Nacogdoches und San Augustine (rechts oben)

Mit knapp 97 Kilometer Länge zählt der Attoyac Bayou zu den größeren Kleinflüssen in der osttexanischen Kiefer- und Hartholzregion. Er entspringt auf der Position 31° 57' N, 94° 36' W nordöstlich der Kleinstadt Mount Enterprise in Rusk County. In Süd-Richtung abfließend, bildet er im weiteren Verlauf die Grenze zwischen dem Nacogdoches County im Westen und den östlich des Flusses gelegenen Countys Shelby und San Augustine. Ursprünglich direkt in den Angelina River einmündend, ist die Mündung nunmehr ein Seitenarm des Sam Rayburn Reservoirs – eines großen Stausees, der 1965 fertiggestellt wurde und der den Angelina River südlich der beiden Countys Nacogdoches und San Augustine breitflächig aufstaut. Das Gebiet rund um den Attoyac Bayou zeichnet sich durch starke Bewaldung aus; vorherrschende Flora sind Kiefern- und Hartholzbäume. Das umliegende Terrain ist eben bis leicht hügelig. Der lehmige Boden eignet sich sowohl für land- als auch forstwirtschaftliche Zwecke. Auf seinem Verlauf passiert Attoyac Bayou einige wichtigere Kleinstädte der Region: Garrison und Chireno (beide Nacogdoches County), Stockman (Shelby County) sowie New Hope (San Augustine County).
Historisch gehört die Region um den Attoyac Bayou zu jenem Teil von Texas, der als erstes von angloamerikanischen Siedlern erschlossen wurde. Das Gewässer liegt etwa in der Mitte zwischen der (ehemals) nordmexikanischen Provinzhauptstadt Nacogdoches (Entfernung: etwa 25 Kilometer) und dem Ayish Bayou (Entfernung: rund 20 Kilometer) – dem östlich benachbarten Fluss, an dessen Ufer sich im Verlauf der 1810er-Jahre die ersten Kolonisten aus den USA dauerhaft niederließen. Eine wichtige Verbindungsstraße, die den Attoyac Bayou passierte, war die Old San Antonio Road – eine historische Fernstraße, welche die nordtexanischen Siedlungen mit dem Norden Mexikos verband und die von Louisiana über San Augustine, Nacogdoches und San Antonio bis in die nordmexikanische Provinz Coahuila führte. Eine alte Ortschaft am Flussufer ist die Gemeindung Attoyac im Nacogdoches County – eine 1836 gegründeter Flecken, deren Einwohnerzahl sich seit dem Beginn des 20. Jahrhunderts auf wenige Dutzend verkleinerte und der gegenwärtig nur noch den Status einer verstreuten Gemeinde mit vereinzelten Häusern hat.

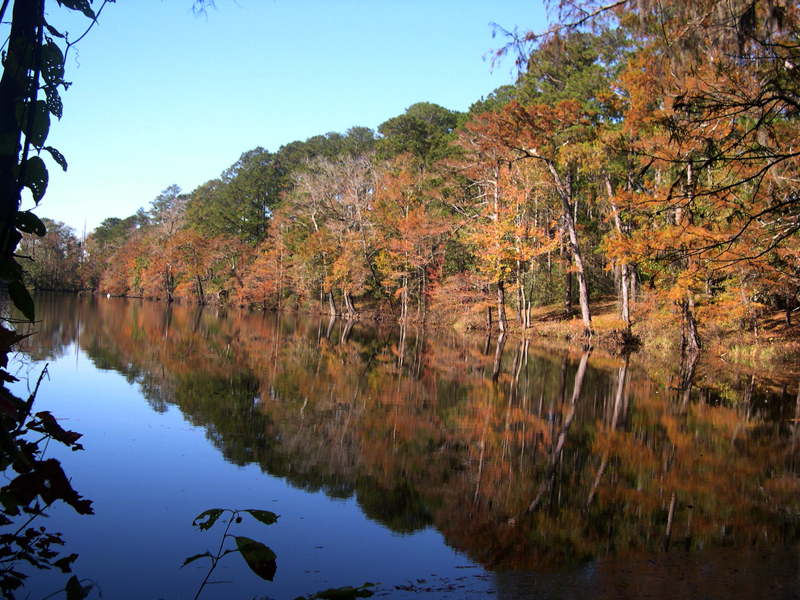
Angelina National Forest

Wirtschaftlich für die Region bestimmend ist der Holzabbau. Die Refugien in Flussnähe befinden sich großteils im Besitz großer Holzabbau-Unternehmen. Der untere, in das Sam Rayburn Reservoir einmündende Teil des Attoyac Bayou wird beidseitig vom Angelina National Forest eingerahmt. In diesem Abschnitt finden fast ganzjährig Wasser- und Freizeitaktivitäten statt. Ein für die lokale Wirtschaft bestimmender Faktor ist die Landwirtschaft. Schwerpunkte hier sind vor allem Milchwirtschaft und Hühnerhaltung. Darüber hinaus liegt das als Sub-Wasserscheide eingestufte Flussgebiet im weiteren Einzugsbereich größerer Öl- und Erdgas-Fördergebiete – speziell des East Texas Oilfield im westlichen Rusk County, einem der größten Erdölfelder im US-Binnenland. Darüber hinaus befindet sich ein kleines Ölfeld – das Oil Strings Oilfield – nicht weit von der Flussmündung entfernt nordwestlich des Sam Rayburn Reservoirs. Konzentriertere Erdgas-Vorkommen finden sich vor allem am westlichen Oberlauf des Flusses in der nordöstlichen Ecke des Nacogdoches County.
Die Wasserqualität des Attoyac Bayou steht von Seiten texanischer Behörden bereits länger unter kritischer Beobachtung. Qualitäts-Monitorings zeigten bereits in den späten 1990er-Jahren Befalle mit fäkalen Bakterien – insbesondere einen Coli-Bakterien-Spiegel, welcher die gängigen Standards deutlich überschritt und im Hinblick auf die Verwendung als Trinkwasser als bedenklich eingestuft wurde. Seitens der Texas Commission on Environmental Quality (TCEQ) wurde der Attoyac Bayou 2004 mit in die 300 (d)-Liste der problematischen Gewässer mit aufgenommen. Darüber hinaus wurden 2008 Ammoniakspuren im Fluss festgestellt, welche das Screening-Grenzlevel des Staates ebenfalls überschritten. Um die umweltschutztechnischen Probleme des Gewässers anzugehen, wurde ein Bewertungs- und Planungsprojekt gegründet, welches Maßnahmen für einen wirksamen Gewässerschutz in die Wege leiten soll.